# Köpmanholmen (Örnsköldsvik)
Köpmanholmen is een plaats in de gemeente Örnsköldsvik in het landschap Ångermanland en de provincie Västernorrlands län in Zweden. De plaats heeft 1267 inwoners (2005) en een oppervlakte van 254 hectare. De plaats ligt op een schiereiland, direct aan de Botnische Golf. De stad Örnsköldsvik ligt ongeveer 25 kilometer ten noordoosten van de plaats.